# Pauline Soltau

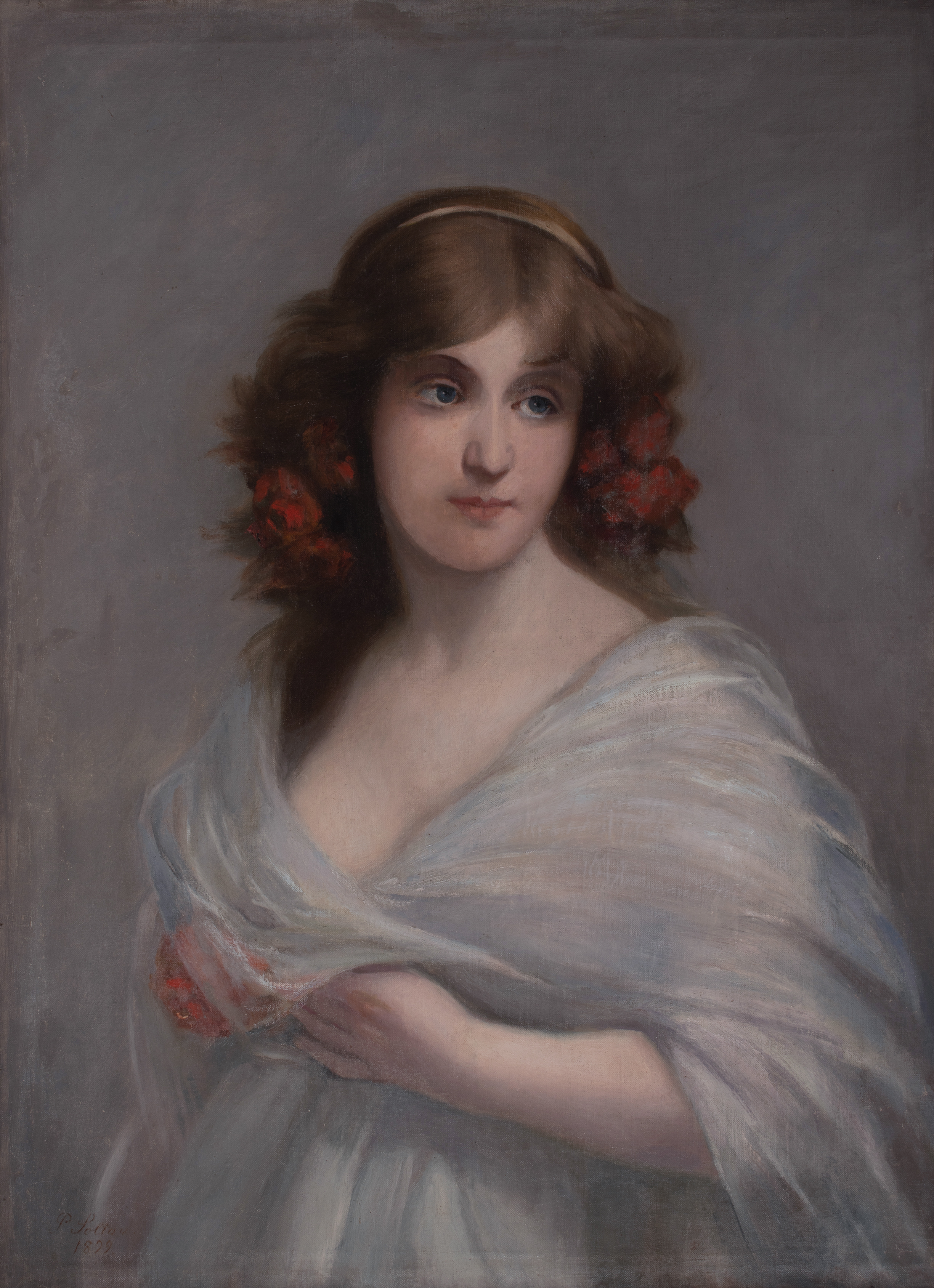
Pauline Soltau: Frauendarstellung mit floralem Schmuck, goldenem Haarreif und durchschimmerndem Busen (impressionistisch anmutende Malweise), 1899

Pauline Soltau, geb. Suhrlandt (* 30. Juni 1833 in Ludwigslust; † 13. April 1902 in Schwerin) war eine deutsche Geigerin und Malerin.

## Leben
Pauline Soltau stammte aus einer mecklenburgischen Künstlerfamilie. Sie war die Tochter des Hofmalers Rudolph Suhrlandt und dessen Frau, der Lithografin Wilhelmine Suhrlandt, geb. Skoglund (1803–1863). Der Maler Carl Suhrlandt (1828–1919) war ihr Bruder.
Sie erhielt schon früh Geigenunterricht und unternahm gemeinsam mit ihrem Vater Konzertreisen in Europa. Bei ihrem Vater erhielt sie auch ihren ersten Malunterricht. Später ging sie nach Paris, um bei Édouard Dubufe zu studieren.
1858 heiratete sie in dessen zweiter Ehe den Volkswirtschaftler und Politiker Friedrich Soltau in Schwerin, blieb aber weiterhin als Porträtmalerin tätig.

## Werke (Auswahl)
- Damenporträt (1863)
- Herrenporträt (1863)

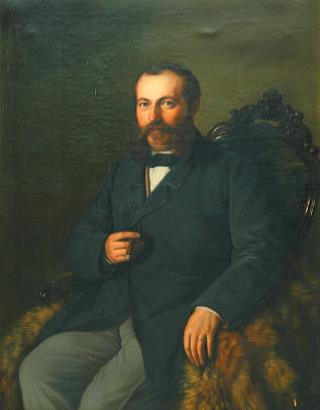
Pauline Soltau: Bildnis des Kommerzienrates Soltau (1878)

- Großherzogin Marie von Mecklenburg-Schwerin, lebensgroßes Ganzfigurenbildnis (1868)
- Zwei Kinder mit Hund (1886)
- Bildnis des ehemaligen Hoftheater-Intendanten Frh. v. Wolzogen (1881)[1]
- Porträt Georg Adolf Demmler (1873)
- Großherzog Friedrich Franz II. (1876), alle im Staatlichen Museum Schwerin
- Porträt von Emilie Mayer